# Jake Bugg
Jake Edwin Kennedy (Nottingham, 28 de fevereiro de 1994), mais conhecido pelo nome artístico Jake Bugg, é um cantor e compositor britânico. Após assinar contrato com a gravadora Mercury Records, lançou seu álbum de estreia, intitulado Jake Bugg (2012).

## Biografia

### 1994–2011: Infância e adolescência
Bugg nasceu e cresceu em Clifton. Seu pai, de onde veio o nome "Bugg", era enfermeiro, e sua mãe trabalhava com vendas, mas ambos já haviam trabalhado com música e feito algumas gravações.Seus pais se separaram quando Jake ainda era jovem. Bugg começou a tocar guitarra aos 12 anos de idade, depois de ser apresentado ao instrumento por seu tio Mark.Com a mesma idade, ele escreveu sua primeira canção, após ter assistido ao episódio 'Scuse Me While I Miss the Sky, da série The Simpsons, onde Don McLean era o convidado especial cantando a música "Vicent", que lhe deu inspiração para a composição.Ele foi matriculado em um curso de tecnologia musical em Clifton, mas aos 16 anos resolveu sair. Após sair do colégio, continuou compondo e tocando suas próprias músicas, influenciadas por Eric Clapton, The Beatles, Layne Staley, Johnny Cash, Oasis, Donovan, The Everly Brothers e Jimi Hendrix.
Em 2011, Bugg foi escolhido pela BBC para se apresentar na fase de "novos talentos" no Festival de Glastonbury, com 17 anos. Após essa apresentação, ele ganhou um contrato com a gravadora Mercury Records.

## Carreira

### 2012-atualmente: Álbum de estreia,Shangri Lae aparições
As músicas de Bugg repercutiram após serem tocadas pela BBC Radio, sendo que "Country Song", o segundo single de seu futuro álbum de estreia, foi usada para um comercial de cerveja da Greene King IPA.Enquanto seu álbum não ficava pronto, Bugg lançou mais três singles, "Taste It", "Two Fingers" e "Lightning Bolt", sendo que esta última canção alcançou um bom desempenho em relação as outras faixas, se posicionando na 26.ª posição na tabela musical do Reino Unido, a UK Singles Charts. "Lightning Bolt" também foi tocada durante um evento relativo aos Jogos Olímpicos de Verão de 2012 em Londres.

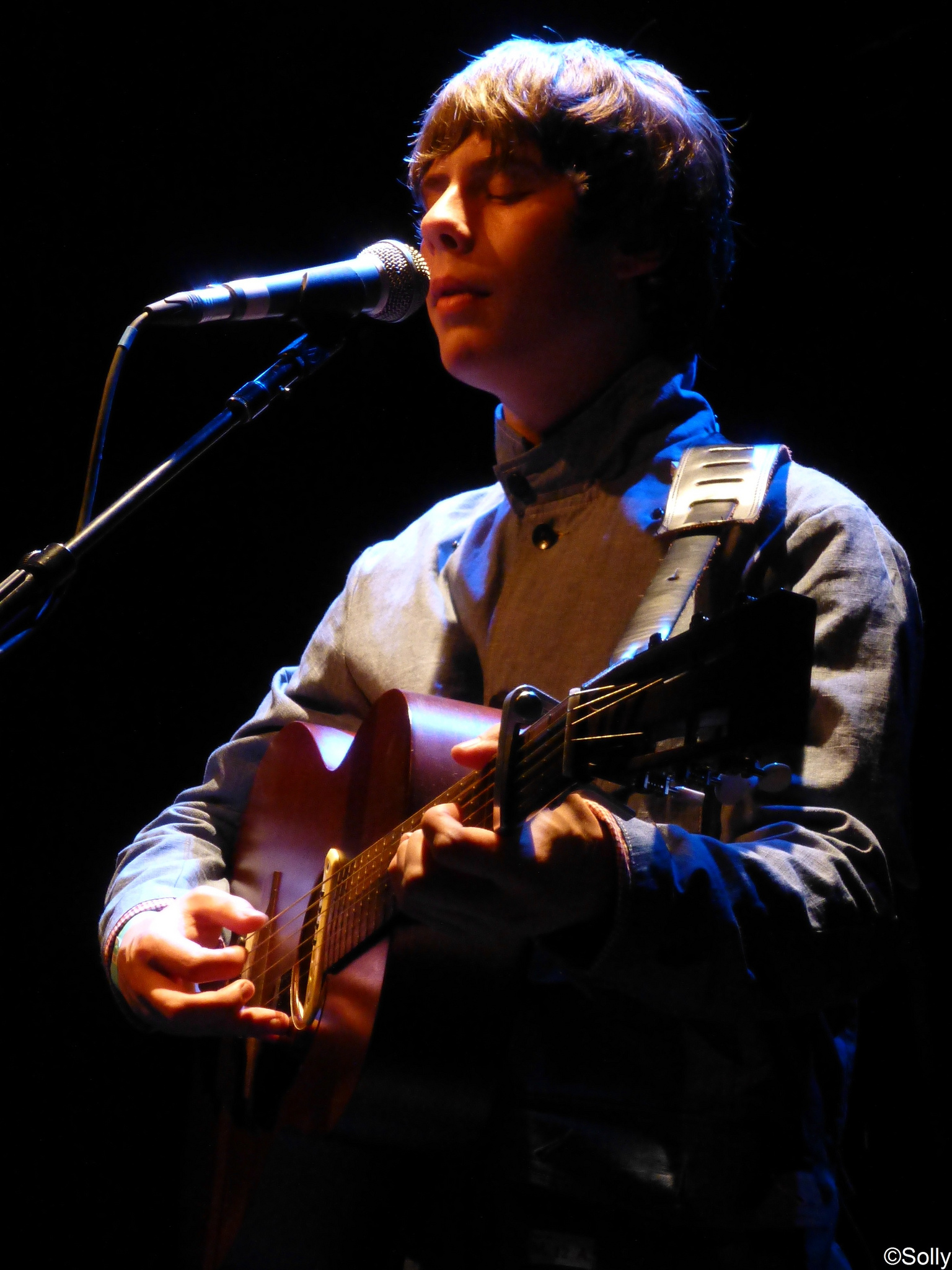
Bugg se apresentando ao vivo durante o Flèche d'Or.

Em 15 de outubro de 2012, seu primeiro álbum de estúdio foi lançado, auto-intitulado Jake Bugg.O disco recebeu aclamação da crítica, que descreveram Bugg como o "novo Bob Dylan", destacando sua simplicidade e elogiando seu vocal maduro.Outros descreveram a faixa "Broken" como a melhor do álbum.Na semana seguinte de seu lançamento, o álbum já ocupava a primeira posição nas tabelas de álbuns do Reino Unido e da Escócia.Nos Estados Unidos, o álbum alcançou a 75.ª posição na Billboard 200,vendendo pouco mais de 6 mil cópias em sua primeira semana, de acordo com a Nielsen SoundScan.Em 2013, o álbum recebeu o certificado de platina dupla pela British Phonographic Industry (BPI), após ter vendido mais de 600 mil cópias no Reino Unido.
Em 17 de janeiro de 2013, Bugg interpretou "Two Fingers" no talk show Conan.Em 26 de janeiro, ele apresentou a mesma canção, e ainda deu uma pequena entrevista ao talk show Lindmo, na televisão norueguesa NRK.Bugg foi indicado ao Brit Awards de 2013, que ocorreu em 20 de fevereiro, na categoria "British Breakthrough Act", onde os ouvintes da BBC Radio 1 podem votar. Bugg concorria a categoria com Jessie Ware, Alt-J, Ben Howard e Rita Ora.Antes da cerimônia, ele disse: "Eu estou muito cansado dos shows, eu vou acordar quarta feira e decidir se devo ir a cerimônia, sinto que minhas chances de ganhar são muito poucas... suponho que Rita Ora ganhe, mas boa sorte a todos eles. É ótimo [ser indicado], mas eu realmente não preciso de um prêmio para me inspirar e continuar fazendo músicas. Eu toco música porque é o que eu amo fazer".Ben Howard venceu a categoria.
Em outra premiação, nos NME Awards, Bugg recebeu duas indicações, uma de "Best Solo Artist" e outra de "Best Album", mas não venceu nenhuma.Em abril, Bugg interpretou "Lightning Bolt" no programa The Tonight Show with Jay Leno.No mês seguinte, ele foi indicado a categoria de "Best Song Musically and Lyrically" por "Two Fingers" na cerimônia do Ivor Novello Awards, mas também não venceu.Em uma entrevista ao jornal britânico The Daily Telegraph, ele foi chamado de "Bob Dylan do East Midlands", Bugg respondeu dizendo: "Bob Dylan é legal, você sabe, ele é ótimo, mas não é uma grande influência".Em junho, Jake concedeu uma apresentação para a estação de rádio britânica BBC Radio 2, onde ele cantou "Lightning Bolt", "Taste It", "Two Fingers" e "Country Song". O cantor também conversou com Bob Harris sobre suas inspirações, como ele entrou no mundo da música e de como suas músicas fazem referências a ele mesmo.Em 28 de junho, Bugg participou do programa The Graham Norton Show, onde ele interpretou a faixa "Broken".Em 18 de novembro de 2013, Bugg lançou seu segundo álbum, Shangri La, tendo "What Doesn't Kill You" como o single de avanço para a promoção do disco.Desde então, o álbum vendeu mais de 100 mil cópias no Reino Unido, sendo certificado como disco de ouro no país.Em 6 de abril de 2014, Jake se apresentou no Lollapalooza, em São Paulo.
Fez ainda em 2014, 3 shows no Brazil,  sendo um no Rio Grande do Sul(25/11), São Paulo (27/11) e Rio de Janeiro (28/11). Os shows foram aguardados com ansiedade pelos fãs brasileiros e corresponderam à expectativa, com Jake se apresentando e levando todos ao frenesi.

## Características artísticas

### Imagem
Bugg é normalmente citado como o "novo Bob Dylan", porém, em uma entrevista ao jornal britânico The Daily Telegraph, o cantor disse que Dylan não é uma de suas influências.Jess Phelps do jornal americano Daily Siftings Herald, escreveu que Bugg "canta com autenticidade, entusiasmo e com uma voz ácida abundante".Na mesma matéria, Phelps diz que "Lightning Bolt" é uma canção acústica e se eletriza no refrão, lembrando canções de Bob Dylan.Para Phelps, "Trouble Town" se inspira fortemente em trabalhos de Johnny Cash, observando que "as atitudes de Jake Bugg não parecem ser falsas ou pretensiosas".O jornal espanhol Diario de Ibiza, descreveu Bugg como o "Bob Dylan disfarçado de Justin Bieber", e acrescentou que algo surpreendente em Bugg é sua "seriedade e sinceridade sonora".

### Estilo musical
Bugg incorpora estilos musicais de indie rock, indie folk, blues e country rock.Seu gênero tem sido apontado como "uma mistura de folk e britpop", de acordo com uma rádio alemã. Suas canções, acompanhadas por um violão, receberam críticas favoráveis dos críticos sobre músicas,além de terem elogiado sua voz anasalada."Lightning Bolt", uma canção de indie rock, recebeu comparações a canções de Bob Dylan e ao seu estilo de cantar.De acordo com a partitura publicada pela EMI Music Publishing, a música é definida no tempo de assinatura moderadamente acelerado com um metrônomo de 113 batidas por minuto."Broken", uma canção de folk rock, foi considerada a melhor faixa do disco por alguns críticos. Chris Roberts, da BBC, deu uma crítica positiva ao seu álbum, afirmando que a melhor parte do álbum é "quando Bugg amolece e apenas permite que sua voz e o violão afetem abertamente a obra".
Algumas de suas letras falam sobre a vida de jovens de uma cidade pequena. De acordo com Jess Phelps, "Trouble Town" fala do sentimento compartilhado apenas por aqueles que sabem qual é a sensação de se sentir claustrofóbico em um espaço tão grande quanto o de uma cidade.Em "Two Fingers", Bugg canta como uma despedida de sua vida anterior, e fala melancolicamente de tramar nas ruas de Clifton, onde viveu. Em seu segundo disco, Shangri La, Bugg descreveu as novas músicas como "mais maduras", mas afirmou que não eram "muito maduras, pois ainda tem 19 anos", porém seria um "avanço de seu trabalho anterior".

### Influências
De acordo com o cantor, sua maior influência é a banda Rolling Stones. Em uma entrevista a Absolute Radio, Bugg afirmou: "Certamente [os Stones] foram uma influência. Eles são uma grande banda, com um amplo repertório e definitivamente há algo para tirar disso. Você percebe que eles foram muito influenciados por blues antigo; são uma banda incrível".Em uma entrevista ao jornal diário The New Zealand Herald, Bugg foi descrito como um "garoto à moda antiga" ao contar que suas principais influências são cantores dos anos 60 e 70.Na mesma entrevista, o cantor citou Elvis Presley, Eric Clapton, Don McLean e Jimmy Page como seus ídolos. Ele ainda diz que quando começou a tocar baixo na banda de seu primo, e, ao mesmo tempo, começou a compor suas próprias músicas, foi influenciado por The Beatles, Jimi Hendrix, Donovan, Johnny Cash e The Everly Brothers.

## Discografia
- Jake Bugg (2012)
- Shangri La (2013)
- Messed up kids EP (2014)
- On My One (2016)
- Hearts That Strain (2017)

## Televisão
| Ano  | Programa                               | Apresentando                                                     | Notas                          |
| ---- | -------------------------------------- | ---------------------------------------------------------------- | ------------------------------ |
| 2012 | Later with Jools Holland               | "Trouble Town", "Country Song" e "Lightning Bolt"                | 40.ª temporada, 6.º episódio   |
| 2012 | Hootenanny                             | "Lightning Bolt" e "Two Fingers"                                 | Hootenanny Anual 2012/2013     |
| 2013 | Conan                                  | "Two Fingers"                                                    | 17 de janeiro de 2013          |
| 2013 | Late Show with David Letterman         | "Lightning Bolt"                                                 | 20.ª temporada, 129.º episódio |
| 2013 | The Ellen DeGeneres Show               | "Lightning Bolt"                                                 | 10.ª temporada, 129.º episódio |
| 2013 | The Tonight Show with Jay Leno         | "Lightning Bolt"                                                 | 21.ª temporada, 68.º episódio  |
| 2013 | The Graham Norton Show                 | "Broken"                                                         | 13.ª temporada, 13.º episódio  |
| 2013 | Conan                                  | "What Doesn't Kill You"                                          | 1 de outubro de 2013           |
| 2013 | Later with Jools Holland               | "What Doesn't Kill You", "Slumville Sunrise" e "Song About Love" | 43.ª temporada, 4.º episódio   |
| 2013 | The Tonight Show with Jay Leno         | "What Doesn't Kill You"                                          | 21.ª temporada, 206º episódio  |
| 2014 | The Graham Norton Show                 | "A Song About Love"                                              | 14.ª temporada, 11.º episódio  |
| 2014 | The Ellen DeGeneres Show               | "A Song About Love"                                              | 11.ª temporada, 91.º episódio  |
| 2014 | American Idol                          | "Me and You"                                                     | 13.ª temporada, 15.º episódio  |
| 2014 | The Tonight Show Starring Jimmy Fallon | "Me and You"                                                     | 14 de março de 2014            |

## Prêmios e indicações
| Ano  | Premiação             | Prêmio                            | Indicação     | Resultado |
| ---- | --------------------- | --------------------------------- | ------------- | --------- |
| 2013 | BRIT Awards           | British Breakthrough Act          | Ele mesmo     | Indicado  |
| 2013 | NME Awards            | Best Solo Artist                  | Ele mesmo     | Indicado  |
| 2013 | NME Awards            | Best Album                        | Jake Bugg     | Indicado  |
| 2013 | Ivor Novello Awards   | Best Song Musically and Lyrically | "Two Fingers" | Indicado  |
| 2013 | Q Awards              | Best New Artist                   | Ele mesmo     | Venceu    |
| 2013 | Q Awards              | Best Solo Artist                  | Ele mesmo     | Indicado  |
| 2013 | Mercury Music Prize   | Album of the Year                 | Jake Bugg     | Indicado  |
| 2014 | BRIT Awards           | British Male Solo Artist          | Ele mesmo     | Indicado  |
| 2014 | NME Awards            | Best Solo Artist                  | Ele mesmo     | Indicado  |
| 2014 | Japan Gold Disc Award | Best New Artist                   | Ele mesmo     | Venceu    |
| 2015 | NME Awards            | Best Solo Artist                  | Ele mesmo     | Venceu    |
| 2015 | Silver Clef Award     | Best Male                         | Ele mesmo     | Venceu    |